# يسار (الهايي)
يسار (بالفارسية: یاسر) هي منطقة سكنية وتقع في إيران في قسم الهايي الريفي. يقدر عدد سكانها بـ 113 نسمة .